# Ванялуд
Ванялу́д (рос. Ванялуд) — присілок в Кезькому районі Удмуртії, Росія.
Населення — 8 осіб (2010; 20 в 2002).
Національний склад станом на 2002 рік:
- удмурти — 100 %

Урбаноніми:
- вулиці — Центральна

## Відомі люди
У присілку народився Івшин Веніамін Никонорович — удмуртський поет.